# Hemitaurichthys multispinosus
Hemitaurichthys multispinosus är en fiskart som beskrevs av Randall, 1975. Hemitaurichthys multispinosus ingår i släktet Hemitaurichthys och familjen Chaetodontidae. IUCN kategoriserar arten globalt som livskraftig. Inga underarter finns listade i Catalogue of Life.